# Juicio de Osiris

Relieve del Juicio de Osiris en el templo de Hathor de Deir el-Medina.

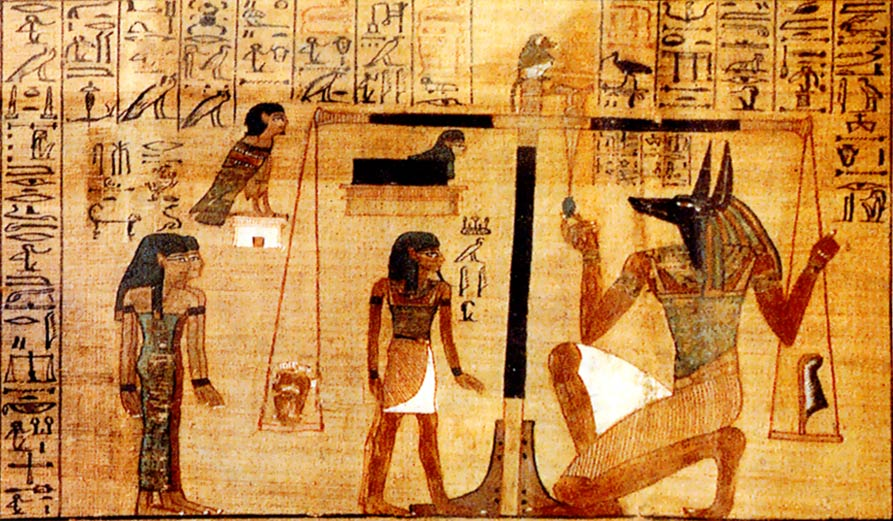
Detalle del ritual del Pesado del Corazón por parte de Anubis, capítulo 125 del Libro de los Muertos del papiro de Ani.

El juicio de Osiris o juicio del alma del difunto es un juicio donde debía comparecer para acceder al Más Allá. Era el acontecimiento más importante y trascendental para el difunto, dentro del conjunto de creencias de la mitología egipcia. 

## Descripción general

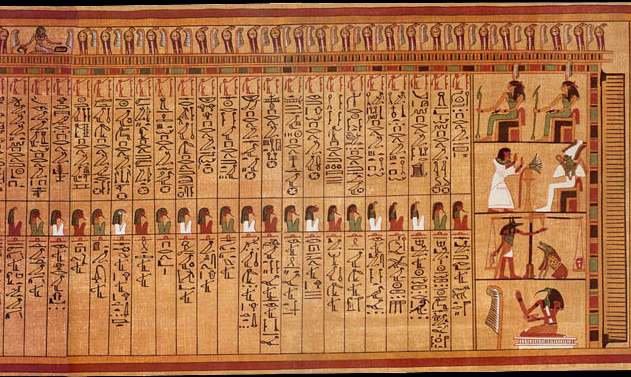
Detalle de la confesión negativa donde aparecen parte de los 42 jueces. Capítulo 125 del Libro de los Muertos de Ani.

En la Duat, el espíritu del fallecido era guiado por el dios Anubis ante el tribunal de Osiris. Anubis extraía mágicamente el Ib (el corazón, que representa la conciencia y moralidad) y lo depositaba sobre uno de los dos platillos de una balanza. El Ib era contrapesado con la pluma de Maat (símbolo de la Verdad y la Justicia Universal), situada en el otro platillo. 
En la "sala de la doble verdad", el difunto debía realizar la confesión negativa, declarando uno a uno los 42 pecados principales que no ha cometido en su vida ante cada uno de los 42 jueces presentes en la sala, que forman el tribunal de Osiris, y que están vinculados a cada uno de los pecados. El corazón podía o no, aumentar de peso. Si el difunto dice la verdad en su confesión, los jueces le declaraban "justo de voz" (mȝˁ ḫrw). Tot, actuando como escriba, anotaba los resultados y los entregaba a Osiris.

## Sentencia

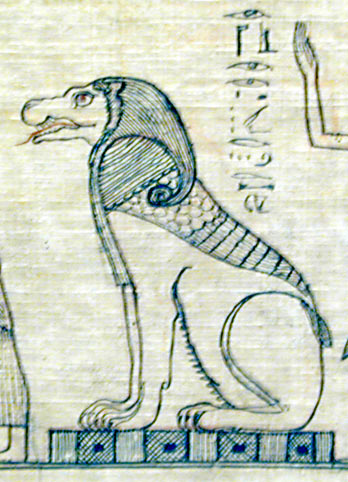
Ammyt.

Al final del juicio, Osiris dictaba sentencia:
Si el Ib era menos pesado que la pluma de Maat, y la sentencia era positiva su Ka (la fuerza vital) y su Ba (la fuerza anímica) podían ir a encontrarse con la momia, conformar el Aj (el "ser benéfico") y vivir eternamente en los campos de Aaru (el Paraíso en la mitología egipcia). 
Pero si el veredicto era negativo, y su Ib era más pesado que la pluma de Maat, entonces este era arrojado a Ammyt, el devorador de los muertos (un ser con cabeza de cocodrilo, patas traseras de hipopótamo y melena, torso y patas delanteras de león), que acababa con él. Esto se denominaba la segunda muerte y suponía para el difunto el final de su condición de inmortal; aquella persona dejaba de existir para la historia de Egipto.

## La justificación
El término "justificado" o "con justa voz" designa la condición del difunto que pasa con éxito la prueba del juicio ante el tribunal de Osiris. Esta escena llamada por los traductores griegos "psicostasis" o "pesaje del alma" constituye el capítulo 125 del Libro de los Muertos. Las oraciones del Libro de los Muertos, además de servir para mostrar a los dioses un relato de vida sin faltas, eran una propuesta de comportamiento moral.

## En la Edad Media
En la Edad Media, la psicostasis será conocida como Pozo de las Almas, como forma de representación del Juicio final, donde el Arcángel San Miguel pesa en la balanza de la justicia las diferentes almas. En un platillo aparecen las virtudes y en otro los vicios, caracterizado como un niño. El diablo suele aparecer cerca en la escena, procurando que la balanza se incline hacia su favor.

## Otras tradiciones equivalentes
El tema de un juicio por los actos en vida, igualmente está presente en otras religiones o tradiciones como un acto de justicia en el más allá. Entre estas podemos encontrar:  
- Zoroastrismo: a través del juicio de los difuntos mediante el cruce del Puente Chinvat.
- Mitología china y Taoísmo religioso: en el Diyu (infierno) de las tradiciones chinas, específicamente en la Ciudad de los Muertos (Fengdu), la cual es considerada la entrada al infierno taoísta, las almas son juzgadas por sus acciones en vida.